# Кривешти (Ванатори)
Кривешти (рум. Crivești) насеље је у Румунији у округу Јаши у општини Ванатори. Oпштина се налази на надморској висини од 264 m.

## Становништво
Према подацима из 2002. године у насељу је живело 1535 становника, од којих су сви румунске националности.